# La Virgencita
La Virgencita är en ort i Mexiko.   Den ligger i kommunen San Ignacio Cerro Gordo och delstaten Jalisco, i den centrala delen av landet, 400 km väster om huvudstaden Mexico City. La Virgencita ligger 2 056 meter över havet och antalet invånare är 283.
Terrängen runt La Virgencita är kuperad åt sydväst, men åt nordost är den platt. Runt La Virgencita är det ganska tätbefolkat, med 72 invånare per kvadratkilometer. Närmaste större samhälle är Arandas, 19,6 km öster om La Virgencita. I omgivningarna runt La Virgencita växer huvudsakligen savannskog.